# Live at the London Palladium
Live at the London Palladium è il diciannovesimo album di Marvin Gaye, uscito nel 1977.

## Tracce
1. Intro Theme (Ross/Ware)  – 2:34
2. All the Way Round (Ross/Ware) – 3:50
3. Since I Had You (Gaye/Ware)  – 4:59
4. Come Get to This (Gaye)  – 2:24
5. Let's Get It On (Gaye/Townsend)  – 6:21
6. Trouble Man (Gaye)  – 5:39
7. Medley I: Ain't That Peculiar/You're a Wonderful One/Stubborn Kind...  – 8:49
8. Medley II: Inner City Blues/God Is Love/What's Going On/Save the Children  – 9:49
9. Medley III: You're All I Need to Get By/Ain't Nothing Like the Real Thing... (Performed by Gaye & Florence Lyles)  – 10:27
10. Thanks  – 1:05
11. Distant Lover (Fuqua/Gaye/Greene)  – 8:31
12. Closing Theme: I Want You (Ross/Ware)  – 3:47
13. Got to Give It Up (Gaye)  – 11:52